# Novotni Zoltán
Novotni Zoltán (Miskolc, 1931. április 19. – Miskolc, 1993. november 29.?) jogász, egyetemi tanár, a Miskolci Egyetem Állam- és Jogtudományi Karának egyik alapítója, 1991 és 1993 között dékánja.

## Életpályája
Novotni Zoltán 1949-től Budapesten, az Eötvös Loránd Tudományegyetem Állam- és Jogtudományi Karán tanult, de 1953-ban politikai okokból kizárták az egyetemről. Egy évig fizikai munkásként dolgozott, és végül 1954-ben mégis leállamvizsgázhatott. Ezután a budapestei XVI. kerületi tanács jogi előadója volt. 1956-ban a Munkástanács tagja volt, ezért 1957-ben elbocsátották. Kazincbarcikán és Füzesabonyban dolgozott, majd 1967-ben az Állami Biztosító jogtanácsosa, később osztályvezetője lett. 1973-tól az ELTE Jogi Továbbképző Intézetének volt a külső munkatársa, 1980-ban egyetemi docens lett.
Amikor felmerült a jogászképzés beindítása a Miskolci Egyetemen, az 1982. szeptember 7-én alakult előkészítő bizottság elnöke Novotni Zoltán lett. 1982-től haláláig a Polgári Jogi Tanszék vezetője, majd 1988-tól a Civilisztikai Tudományok Intézetének igazgatója volt. 1986-ban állam- és jogtudomány doktora címet szerzett, és február 26-án egyetemi tanárnak nevezték ki. 1989-től rektorhelyettes, 1991-től a kar dékánja volt. 1993-ban hunyt el.
1994-ben posztumusz Pro Urbe Miskolc díjjal tüntették ki.

## Könyvei
1. Bíró György - Csécsy György - Fazekas Judit: Magyar polgári jog. Kötelmi jog : Egyes szerződések és az értékpapírok joga I-II. Szerk. Novotni Zoltán. Miskolc : ME, 1993.
2. Fazekas Judit - Prugberger Tamás - Novotni Zoltán: A fogyasztói érdekvédelmi tevékenység rendszerének továbbfejlesztése. Budapest : SZGTI, 1990.
3. Kenderes György: Mezőgazdasági termelőszövetkezeti iratminták 1-2. Szerk. Novotni Zoltán. Budapest : Tankönyvkiadó, 1986. 316, 274 p.
4. Novotni Zoltán: Polgári jog 1., Általános rész. Közrem. Újváriné Antal Edit. Budapest : Tankönyvkiadó, 1992. 83 p.
5. Magyar polgári jog. Kötelmi jog : Különös rész : Egyes szerződésfajták. Szerk. Novotni Zoltán. Budapest : Tankönyvkiadó, 1988. 496 p.

## Fontosabb cikkei
1. Fazekas Judit – Novotni Zoltán: A fogyasztóvédelem a magyar piacgazdaság kialakuló jogában. In: Kereskedelmi szemle : a Belkereskedelmi Kutató Intézet folyóirata. 1991. (32. évf.) 6. sz. p. 48–52.
2. Prugberger Tamás – Novotni Zoltán: Nemzetközi jog és környezetvédelem. In: Élet és tudomány. 1991. (45. évf.) 4. sz. p. 121.
3. Prugberger Tamás – Novotni Zoltán: A mai társasvállalkozások problémái. In: Kereskedelmi szemle : a Belkereskedelmi Kutató Intézet folyóirata. 1990. (31. évf.) 6. sz. p. 42–46.
4. Prugberger Tamás – Novotni Zoltán: A magyar környezetvédelmi szabályozás vázlatos áttekintése. In: Borsodi szemle. 1990. (35. évf.) 1. sz. p. 31–34.
5. Prugberger Tamás – Novotni Zoltán: Die Umstandes des Wiederaufbaues des Kapitalwirtschaftliches Gesellschaftssystem in Ungarn. In: Publicationes Universitatis Miskolciensis. Sectio Juridica et Politica. 1992. Tom. 7. p. 99–118.
6. Novotni Zoltán – Prugberger Tamás: A vállalkozói magatartás etikai és jogi normái. In: Kereskedelmi szemle : a Belkereskedelmi Kutató Intézet folyóirata. 1990. (31. évf.) 5. sz. p. 31–36.

## Konferencia-anyag
1. Prugberger Tamás – Novotni Zoltán: Zum Stand des Umweltrechts in Ungarn. In: Umweltrecht in Mittel- und Osteuropa: Referate der ersten „Warschauer Gespräche zum Umweltrecht” vom 26. bis 29. September 1989. Stuttgart : Boorberg, 1992.

## Emlékezete
Reliefje (tondója) a Miskolci Egyetem Állam- és Jogtudományi Karának folyosóján látható.

## Külső hivatkozások
- Bibliográfia[halott link]